# WebOS
WebOS, známý také jako LG webOS, (dříve známý jako Open webOS, HP webOS a Palm webOS) je název operačního systému pro chytrá zařízení jako jsou chytré televizory, ledničky, dataprojektory, hodinky a v auto průmyslu, který je založen na jádře Linuxu a proprietárních komponentech původně vyvinutých firmou Palm, později Hewlett-Packard a nyní společností LG Electronics. Jedná se o původního nástupce operačního systému PalmOS.
První zařízení založené na tomto operačním systému byl smartphone Palm Pre. Na trh byl uveden začátkem roku 2009 na veletrhu spotřební elektroniky v Las Vegas.
I když český operátor Telefónica O2 Czech Republic testoval Pre na své síti, k uvedení do Česka nakonec nedošlo a žádná mobilní zařízení s webOS se tu oficiálně neprodávají. Prodávají se ale televizory LG, které WebOS používají.
Společnost LG Electronics operační systém používá od roku 2014 v chytrých televizorech a od roku 2017 v chladničkách, dataprojektorech a hodinkách. Poslední verze softwaru se orientuje i na automobilový průmysl.

## Prostředí
Grafické uživatelské rozhraní operačního systému webOS bylo navrženo pro použití na zařízeních s dotykovým displejem, včetně podpory multidotykových gest. Obsahuje sadu programů pro správu osobních informací včetně webových technologií, jako je HTML 5, JavaScript, AJAX, nebo CSS. Nechybí podpora web 2.0 aplikací jako je Gmail, Yahoo!, Facebook, LinkedIn, nebo Twitter, které jsou integrovány do jednoho komunikačního okna. Prostředí webOS je založeno na systému tzv. karet, použitých k přepínání mezi spuštěnými aplikacemi. Palm zveřejnil vývojovou sadu pro vývoj aplikací, nazvanou Mojo. Dále vytvořil katalog aplikací (AppStore) a API pro rozšíření JavaScriptu pro přístup k hardwaru zařízení.

### Programovací platforma
V systému je použito jádro Linuxu, řízení startu systému pomocí Upstart, GStreamer pro podporu multimédií, knihovna libpurple pro instant messaging, Simple DirectMedia Layer pro vývoj her, PulseAudio pro obsluhu zvuku. I přes to, že mnoho webOS předinstalovaných aplikací je založeno na původním systému PalmOS, jedná se o zcela novou platformu. Pro zajištění zpětné kompatibility pověřil Palm MotionApps vývojem PalmOS emulátoru zvaného Classic pro webOS. Emulátor je však dostupný jen na starší verzi systému, na webOS 2.0 už není k dispozici.

### Původní webový prohlížeč
Webový prohlížeč webOS byl založen na jádře WebKit. Může vykreslovat ve vertikálním, nebo horizontálním zobrazení, nebo se překlápět podle otáčení zařízení. Navíc obsahoval vestavěnou podporu pro přehrávání playlistů (.pls), streamované video ve formátech RTSP, H.263, a H.264. Dne 17. února 2010 představila Adobe Systems doplněk Flash Player pro webOS, přičemž reálně byl Flash dostupný až na systému od verze 2.1.0.

### Synchronizace
I přes to, že byl využit koncept cloud computing, Palm nabízel celou řadu možností jak synchronizovat toto mobilní zařízení s PC. Jsou to:
- Palm Desktop
- Microsoft Outlook
- IBM Lotus Notes

Navíc společnost Mark/Space, Inc. oznámila synchronizační software pro počítače Macintosh.

## HP a webOS
Firma Palm měla slibné technologie, nicméně její ekonomická situace nebyla zrovna příznivá. Proto byla za 1,2 miliardy USD koupena společností Hewlett-Packard. Brzy po fúzi byl na trh uveden nový gigahertzový telefon Pre 2 s webOS 2.0. Na jaro 2011 bylo naplánováno uvedení malého smartphonu HP Veer a později na léto smartphonu Pre 3 a tablet TouchPad s webOS 3.0.

## LG a webOS
V únoru 2013 prodala společnost HP webOS společnosti LG.  Ta platformu úspěšně využila do svých chytrých televizorů.
Společnost LG v březnu 2018 otevřela platformu webOS Open Source Edition (OSE) vývojářům třetích stran, aby byla urychlen pokrok ve vývoji.

## Servis pro webOS přístroje
Záruční i pozáruční servis veškerých přístrojů na platformě webOS, ale starších přístrojů značky Palm je možno nárokovat skrze portál české stránky PalmHelp.